# Étienne Marc Quatremère
Étienne Marc Quatremère (født 12. juli 1782 i Paris, død 18. september 1857 sammesteds) var en fransk orientalist. 
Quatremère blev tidlig elev af Silvestre de Sacy, lærte arabisk hos denne, samtidig med at han lagde sig efter de klassiske og mange andre sprog. Han blev først lærer i græsk ved akademiet i Rouen, valgtes 1815 til medlem af Instituttet, blev 1819 professor i hebraisk ved Collège de France og 1832 professor i nypersisk ved École des langues orientales i Paris. Hans første videnskabelige arbejder angik Ægypten og behandlede særlig den koptiske litteratur. Han udgav således 1808: Recherches critiques et historiques sur la langue et la littérature de l'Égypte og 1811: Mémoires géographiques et historiques sur l'Égypte. Fra 
arabisk oversatte Quatremère al-Maqrizis Histoire des Sultans Mamelouks (2 bind 1837—41); han skrev også en afhandling om nabatæerne, udgav i Collection orientale I (Paris 1836): Histoire des Mongols de la Perse (oversættelse af Raschid-ad-Dins værk); i akademiets Notices et Extraits: Prolégomènes d'Ibn-Khaldoun foruden mange afhandlinger i Journal des Savants, Journal Asiatique og så videre. Hans kritik var ofte meget bidende, hvad der fjernede mange fra ham. Hans store bogsamling (45000 bind) og mange arabiske håndskrifter erhvervedes efter hams død af kongen af Bayern; det hele er nu i biblioteket i München.